# Catocala lacrymosa
Catocala lacrymosa là một loài bướm đêm thuộc họ Erebidae. Nó được tìm thấy ở Massachusetts và Connecticut phía nam đến Florida, phía tây đến Texas và miền đông Oklahoma và phía bắc đến Illinois và Michigan vào tới miền nam Ontario.
Sải cánh dài 60–82 mm. Con trưởng thành bay từ tháng 7 đến tháng 9 tùy theo địa điểm. Có một lứa một năm.
Ấu trùng ăn các loài Carya.